# ألدو بيلو
ألدو بيلو (بالإسبانية: Aldo Bello) هو منافس ألعاب قوى فنزويلي، ولد في 23 مايو 1975 في ماراكايبو في فنزويلا.

## وصلات خارجية
- ألدو بيلو على موقع الاتحاد الدولي لألعاب القوى (الإنجليزية)